# James Thynne (Politiker, 1644)
James Thynne (* 1644; † 15. März 1709) war ein englischer Politiker.
James Thynne entstammte der englischen Familie Thynne. Er war der zweite Sohn von Sir Henry Frederick Thynne, 1. Baronet, Gutsherr von Caus Castle in Shropshire und Kempsford in Gloucestershire, und von Mary Coventry, einer Tochter von Thomas Coventry, 1. Baron Coventry und von Elizabeth Aldersey. Er wurde am 3. Februar 1644 getauft. Er studierte in Oxford, wo er 1677 den Grad eines Doktors der Rechte erhielt.
Ab 1677 diente er in London als Verwalter der königlichen Bibliothek, bis er nach der Glorious Revolution 1688 sein Amt niederlegte. Sein Bruder Thomas Thynne schlug ihn bei der Unterhauswahl 1690 als Kandidaten für Gloucestershire vor, doch seine Wahl scheiterte trotz der Unterstützung durch Henry Somerset, 1. Duke of Beaufort gegen zwei Kandidaten der Whigs. Bei der Unterhauswahl im Januar 1701 kandidierte er erfolgreich als Kandidat der Tories für Cirencester. Im House of Commons blieb er unauffällig, war jedoch als Gegner des Kriegseintritts von England auf Seiten Österreichs in den Spanischen Erbfolgekrieg bekannt. Eine Krankheit hinderte ihn an einer weiteren politischen Betätigung und an einer erneuten Kandidatur im Dezember 1701. Er setzte sich für die Gründung zweier Schulen in Buckland und Chipping Campden ein und engagierte sich in der Society for Promoting Christian Knowledge, über die er Sir Humphrey Mackworth kennenlernte. Dieser überredete ihn, erheblich in die Mine Adventurers’ Company zu investieren, die kurz nach seinem Tod für Bankrott erklärt wurde.
Er wurde in seinem Wohnort Buckland in Gloucestershire begraben. Er war unverheiratet geblieben. Sein bewegliches Vermögen vermachte er für religiöse Zwecke, sein Grundbesitz fiel an seinen Neffen Thomas Thynne, einen Sohn seines Bruders Henry Frederick Thynne, und nach dessen frühen Tod 1710 an seinen postumen Sohn Thomas Thynne, 2. Viscount Weymouth.